# Soufanieh
Soufanieh (arabisch الصوﻓﺎﻧﯾﺔ, DMG aṣ-Ṣūfāniyya) ist ein christlicher Stadtteil von Damaskus, der Hauptstadt Syriens. Er befindet sich nordöstlich der Altstadt.

## Religion

### Marienerscheinung
Seit dem 27. November 1982 wird in Soufaniah von angeblichen Marienerscheinungen berichtet. Die Ikone der Familie Nazzour soll Olivenöl weinen, Myrna Nazzour erhält angeblich Botschaften von Maria und Jesus Christus. Das Hauptthema sei die Einheit zwischen den Christen des Westens und des Orients sowie der Aufruf an die Christen, ihre oft unterdrückten Brüder im Osten nicht zu vergessen. Während Myrna Nazzour griechisch-katholisch ist, ist ihr Mann griechisch-orthodox.
Das Haus der Familie Nazzour ist zu einem Marienverehrungsort geworden, der sowohl von Christen als auch Muslimen besucht wird. Während der Karwoche 2004 kam der Bürgermeister von Damaskus vorbei. Bis jetzt wurde die Wallfahrt nach Soufanieh auch während Versammlungsverboten vom syrischen Regime weder verboten noch unterdrückt. Eine kirchliche Anerkennung der Erscheinungen steht aus, während für die Transkriptionen von 1982 bis 1987 eine kirchliche Druckerlaubnis vorliegt.